# Steve Abadie-Rosier
Steve Abadie-Rosier – francuski psychoanalityk kliniczny i dydaktyk, psychoterapeuta i autor, znany ze swojej pracy nad pancerzem charakteru kryminalisty, oraz nad psychotraumatologią.
Abadie-Rosier regularnie współpracuje z kilkoma organizacjami międzynarodowymi jako ekspert.

## Publikacje
- Procesy psychiczne (tytuł oryginału: Les processus psychiques, czerwiec 2009, wydawnictwo Les Neurones moteurs, Paryż - 112 stron – ISBN 978-2-918398-00-4)
- Obraz psychologiczny jednostki (tytuł oryginału: La construction psychologique du sujet, listopad 2009, wydawnictwo Les Neurones moteurs, Paryż - 236 stron – ISBN 978-2-918398-01-1)
- Psychopatologiczna twierdza kryminalisty (tytuł oryginału: Les forteresses psychopathologiques du sujet criminel, do wydania we wrześniu 2010, wydawnictwo Les Neurones moteurs, Paryż – ISBN 978-2-918398-02-8)
- Sztuka i psychoanaliza - Psyche i Tanatos w dziełach Virginii Soubeiroux (tytuł oryginału: Art et psychanalyse - Psychê et Thanatos dans l'oeuvre de Virginie Soubeiroux, do wydania we wrześniu 2010, wydawnictwo Les Neurones moteurs, Paryż - ISBN 978-2-918398-03-5)